# Alfons Maria Jakob

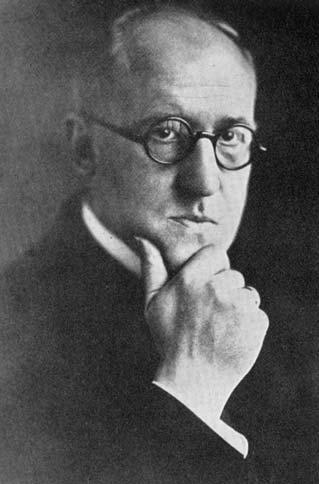
Alfons Maria Jakob

Alfons Maria Jakob (Aschaffenburg, 2 juli 1884 – Hamburg, 17 oktober 1931) was een Duitse neuroloog en hoogleraar.
Jakob was de eerste die de ziekte van Alpers als zodanig herkende en beschreef.  Met Hans Gerhard Creutzfeldt deed hij hetzelfde voor de ziekte van Creutzfeldt-Jakob. Ook heeft hij bijgedragen aan de beschrijving van een aantal andere neurologische ziekten.
- Biblioteca Nacional de España: XX5487858
- Gemeinsame Normdatei: 129273589
- International Standard Name Identifier: 0000 0000 6684 5680
- Nationale Bibliotheek van Tsjechië: xx0101846
- Nederlandse Thesaurus van Auteursnamen: 107248387
- Système universitaire de documentation: 151257760
- Virtual International Authority File: 77388855
- WorldCat: E39PBJhCGqCKB6pbK8KHmfdmh3